# Liste der Pfarren im Dekanat Murau
Das Dekanat Murau war ein ehemaliges Dekanat der römisch-katholischen Diözese Graz-Seckau. Es ist im Zuge der diözesanen Strukturreform am 1. September 2020 in die Region Obersteiermark West übergegangen.

## Liste der Kirchengebäude
| Ort                           | Pfarrverband                                                                             | Patrozinium                | Kirchengebäude                                               | Bild                       |
| ----------------------------- | ---------------------------------------------------------------------------------------- | -------------------------- | ------------------------------------------------------------ | -------------------------- |
| Frojach                       | Frojach – Murau – Sankt Georgen ob Murau                                                 | Hl. Andreas                | Pfarrkirche Frojach Schlosskapelle Pux hl. Ägydius           | Pfarrkirche Frojach        |
| Greith bei Neumarkt           | Neumarkt in Steiermark – Zeutschach – Perchau am Sattel – Greith bei Neumarkt – Mariahof | Hl. Martin                 | Pfarrkirche Greith bei Neumarkt                              | Pfarrkirche Neumarkt       |
| Krakaudorf                    | Krakaudorf – Krakauebene                                                                 | Hl. Oswald                 | Pfarrkirche Krakaudorf Filialkirche St. Ulrich am Hollerberg | Pfarrkirche Krakaudorf     |
| Krakauebene                   | Krakaudorf – Krakauebene                                                                 | Hl. Ulrich                 | Pfarrkirche Krakauebene                                      | Pfarrkirche Krakauebene    |
| Mariahof                      | Neumarkt in Steiermark – Zeutschach – Perchau am Sattel – Greith bei Neumarkt – Mariahof | Mariä Himmelfahrt          | Pfarrkirche Mariahof                                         | Pfarrkirche Mariahof       |
| Murau                         | Frojach – Murau – Sankt Georgen ob Murau                                                 | Hl. Matthäus               | Stadtpfarrkirche Murau Filialkirche Egidi                    | Stadtpfarrkirche Murau     |
| Neumarkt in der Steiermark    | Neumarkt in Steiermark – Zeutschach – Perchau am Sattel – Greith bei Neumarkt – Mariahof | Hl. Katharina              | Pfarrkirche Neumarkt in Steiermark                           | Pfarrkirche Neumarkt       |
| Niederwölz                    | Niederwölz – Scheifling – St. Lorenzen ob Scheifling – Teufenbach                        | Hl. Maximilian             | Pfarrkirche Niederwölz                                       | Pfarrkirche Niederwölz     |
| Noreia                        | St. Marein bei Neumarkt – Noreia – Pöllau bei Neumarkt – St. Veit in der Gegend          | Hl. Margareta              | Pfarrkirche Noreia                                           | Pfarrkirche Noreia         |
| Oberwölz                      | Oberwölz – Schönberg-Lachtal – St. Peter am Kammersberg                                  | Hl. Martin                 | Stadtpfarrkirche Oberwölz                                    | Pfarrkirche Oberwölz       |
| Perchau am Sattel             | Neumarkt in Steiermark – Zeutschach – Perchau am Sattel – Greith bei Neumarkt – Mariahof | Hl. Gotthard               | Pfarrkirche Perchau                                          | Pfarrkirche Perchau        |
| Pöllau bei Neumarkt           | St. Marein bei Neumarkt – Noreia – Pöllau bei Neumarkt – St. Veit in der Gegend          | Hl. Leonhard               | Pfarrkirche Pöllau in Sankt Marein bei Neumarkt              | Pfarrkirche Pöllau         |
| Predlitz                      | Stadl an der Mur – Predlitz – St. Ruprecht ob Murau – Turrach                            | Hll. Primus und Felicianus | Pfarrkirche Predlitz                                         | Pfarrkirche Predlitz       |
| Ranten                        | Schöder – Ranten                                                                         | Hl. Bartholomäus           | Pfarrkirche Ranten                                           | Pfarrkirche Ranten         |
| Scheifling                    | Niederwölz – Scheifling – St. Lorenzen ob Scheifling – Teufenbach                        | Hl. Thomas                 | Pfarrkirche Scheifling                                       | Pfarrkirche Scheifling     |
| Schöder                       | Schöder – Ranten                                                                         | Mariä Geburt               | Pfarrkirche Schöder                                          | Pfarrkirche Schöder        |
| Schönberg-Lachtal             | Oberwölz – Schönberg-Lachtal – St. Peter am Kammersberg                                  | Hl. Ulrich                 | Pfarrkirche Schönberg-Lachtal                                | Pfarrkirche Schönberg      |
| Stadl an der Mur              | Stadl an der Mur – Predlitz – St. Ruprecht ob Murau – Turrach                            | Hl. Johannes der Täufer    | Pfarrkirche Stadl an der Mur                                 | Pfarrkirche Stadl          |
| Sankt Georgen ob Murau        | Frojach – Murau – Sankt Georgen ob Murau                                                 | Hl. Georg                  | Pfarrkirche St. Georgen ob Murau                             | Pfarrkirche St. Georgen    |
| St. Lambrecht                 | St. Lambrecht – Steirisch-Laßnitz – Kärntnerisch Laßnitz                                 | Hl. Lambrecht              | Stiftskirche St. Lambrecht                                   | Stiftskirche St. Lambrecht |
| Sankt Lorenzen bei Scheifling | Niederwölz – Scheifling – St. Lorenzen ob Scheifling – Teufenbach                        | Hl. Laurentius             | Pfarrkirche St. Lorenzen bei Scheifling                      | Pfarrkirche St. Lorenzen   |
| Sankt Marein bei Neumarkt     | St. Marein bei Neumarkt – Noreia – Pöllau bei Neumarkt – St. Veit in der Gegend          | Mariä Himmelfahrt          | Pfarrkirche St. Marein bei Neumarkt                          | Pfarrkirche St. Marein     |
| St. Peter am Kammersberg      | Oberwölz – Schönberg-Lachtal – St. Peter am Kammersberg                                  | Hl. Petrus                 | Pfarrkirche St. Peter am Kammersberg                         | Pfarrkirche St. Peter      |
| St. Ruprecht ob Murau         | Stadl an der Mur – Predlitz – St. Ruprecht ob Murau – Turrach                            | Hl. Rupert                 | Pfarrkirche St. Ruprecht ob Murau                            | Pfarrkirche St. Ruprecht   |
| St. Veit in der Gegend        | St. Marein bei Neumarkt – Noreia – Pöllau bei Neumarkt – St. Veit in der Gegend          | Hl. Vitus                  | Pfarrkirche St. Veit in der Gegend                           | Pfarrkirche St. Veit       |
| Steirisch-Laßnitz             | St. Lambrecht – Steirisch-Laßnitz – Kärntnerisch Laßnitz                                 | Hl. Nikolaus               | Pfarrkirche Laßnitz bei Murau                                | Pfarrkirche Laßnitz        |
| Teufenbach                    | Niederwölz – Scheifling – St. Lorenzen ob Scheifling – Teufenbach                        | Hl. Margareta              | Pfarrkirche Teufenbach                                       | Pfarrkirche Teufenbach     |
| Turrach                       | Stadl an der Mur – Predlitz – St. Ruprecht ob Murau – Turrach                            | Hl. Josef                  | Pfarrkirche Turrach                                          | Pfarrkirche Turrach        |
| Zeutschach                    | Neumarkt in Steiermark – Zeutschach – Perchau am Sattel – Greith bei Neumarkt – Mariahof | Hl. Ägidius                | Pfarrkirche Zeutschach                                       | Pfarrkirche Zeutschach     |

## Dekanat Murau
Das Dekanat umfasst 29 Pfarren.
Dechanten
- seit (?) Ronald Ruthofer